# Лотси, Герхард
Герхард Освальд «Герт» Лотси (нидерл. Gerhard Oswald "Geert" Lotsij; 13 января 1878, Дордрехт, Южная Голландия — 29 июня 1959, Хилверсюм, Северная Голландия) — нидерландский гребец, серебряный призёр летних Олимпийских игр 1900.
На Играх Лотси участвовал вместе со своим братом Паулем входил в команду четвёрок. Сначала они выиграли полуфинал, а потом заняли второе место в одном из финалов.
После Олимпиады работал доктором за границей.